# Nuncia heteromorpha
Nuncia heteromorpha är en spindeldjursart. Nuncia heteromorpha ingår i släktet Nuncia och familjen Triaenonychidae.

## Underarter
Arten delas in i följande underarter:
- N. h. heteromorpha
- N. h. prolobula